# ثرو سمبررو
ثرو سمبررو (به اسپانیایی: Cerro Sombrero) یک منطقهٔ مسکونی در شیلی است که در پریماورا واقع شده‌است. ثرو سمبررو ۶۸۷ نفر جمعیت دارد.